# Мадемуазель де Жонкьер
«Мадемуазель де Жонкьер» (фр. Mademoiselle de Joncquières) — французский кинофильм, историческая костюмированная драма, снятая режиссёром Эмманюэлем Муре по истории из романа Дени Дидро «Жак-фаталист и его хозяин» (1796). Главные роли исполнили Сесиль де Франс, Эдуар Бер и Алис Исаз. Мировая премьера ленты состоялась 7 сентября 2018 года на 43-м Международном кинофестивале в Торонто, где фильм принимал участие в программе «Платформа».

## Сюжет
В 1750 году известный развратник маркиз де Арсис безумно влюбляется в мадам де Ла Поммерай. Она отказывает ему на протяжении многих лет и, наконец, подчиняется своему тайному желанию. Однако маркиз быстро утомляется от неё и предлагает после двух лет отношений расстаться, оставшись хорошими друзьями. Обезумев от горя, мадам стремится отомстить маркизу и заручается для этого услугами двух проституток — мадам де Жонкьер и её дочери, молодой 20-летней женщины редкой красоты.

## В ролях
- Сесиль де Франс — мадам де Ла Поммерай
- Эдуар Бер — маркиз де Арсис
- Алис Исаз — мадемуазель де Жонкьер
- Наталия Дончева[болг.] — мадам де Жонкьер
- Лор Калами[фр.] — Люсьенн
- Манон Кнузи — куртизанка
- Арно Дюпон
- Жюльет Лоран
- Габриэлль Атже

## Награды и номинации
Кинофестиваль в Торонто-2018
- Выдвижение на приз в программе «Платформа» — Эмманюэль Муре

Приз Луи Деллюка-2018
- Лучший фильм — Эмманюэль Муре (номинация)

Премия «Сезар»-2019
- Лучший актёр — Эдуар Бер (номинация)
- Лучшая актриса — Сесиль де Франс (номинация)
- Лучший адаптированный сценарий — Эмманюэль Муре (номинация)
- Лучшая работа оператора — Лоран Десме[фр.] (номинация)
- Лучшие декорации — Давид Фэвр (номинация)
- Лучшие костюмы — Пьер-Жан Ларрок[фр.] (награда)

Премия «Люмьер»-2019
- Лучший фильм — реж. Эмманюэль Муре (номинация)
- Лучшая актриса — Сесиль де Франс (номинация)
- Лучший сценарий — Эмманюэль Муре (номинация)
- Лучшая работа оператора — Лоран Десме[фр.] (номинация)

Премия «Магритт»-2019
- Лучшая актриса — Сесиль де Франс (номинация)